# Helme bei Martinsrieth
Koordinaten: 51° 26′ 37″ N, 11° 15′ 3″ O
Die Helme bei Martinsrieth ist ein Naturschutzgebiet in der Stadt Sangerhausen und den Gemeinden Wallhausen und Brücken-Hackpfüffel in der Verbandsgemeinde Goldene Aue im Landkreis Mansfeld-Südharz in Sachsen-Anhalt.
Das Naturschutzgebiet mit dem Kennzeichen NSG 0363 ist rund 40 Hektar groß. Es ist zu einem großen Teil Bestandteil des FFH-Gebietes „Gewässersystem der Helmeniederung“. Das Gebiet steht seit 2003 unter Schutz (Datum der Verordnung: 18. Februar 2003). Zuständige untere Naturschutzbehörde ist der Landkreis Mansfeld-Südharz.
Das Naturschutzgebiet liegt südwestlich von Sangerhausen in der Goldenen Aue, die flache Talaue der Helme im Grenzbereich von Sachsen-Anhalt und Thüringen. Es stellt einen Abschnitt der Helme mit ihren Uferbereichen ober- und unterhalb von Martinsrieth sowie die überwiegend von extensiv bewirtschaftetem Grünland geprägten Bereiche zwischen der Helme und der Kleinen Helme unter Schutz. Im Flussbett der Helme sind flachüberströmte Kiesbetten zu finden, die der Barbe, einer in Sachsen-Anhalt von Aussterben bedrohten Fischart, als Laichplatz dienen. Neben der Barbe leben im Flussabschnitt auch Bachneunauge und Groppe sowie die Bachmuschel. Die Ufer des Flusses sind vielfältig strukturiert und werden von naturnahen Weichholzauenresten, Gebüschen und Hochstaudenfluren begleitet. Daneben sind Kopfweiden und Hecken im Naturschutzgebiet zu finden.
Im Naturschutzgebiet sind neben den bereits genannten Fischarten verschiedene Vögel, darunter Raubwürger, Eisvogel und Beutelmeise sowie verschiedene Libellen, darunter die vom Aussterben bedrohte Helmazurjungfer heimisch.